# Drew Donaldson
Drew Donaldson (Boston, 4 marzo ...) è un wrestler statunitense.

## Carriera

### Circuiti indipendenti
Donaldon inizia la sua carriera nel wrestling lottando come Bryce Andrews nel 2005, quando debutta nella New England Championship Wrestling e nella Top Rope Promotions, perdendo contro Danny Diaz. Dopo aver perso contro Aaron Morrison, ottiene la sua prima vittoria in un 8-man tag team match, dove lui, PC Cruz, Ray Diamond, Frankie Arion sconfiggono Doug Sommers, Rocco Abruzzi, Aaron Morrison e Canadian Nightmare. Dopo due anni di vittorie e sconfitte alternate forma un Tag Team con Mike Bennett chiamato Metro Man e vince il suo primo titolo, il TPR Tag Team Championship, sconfiggendo il 5 gennaio 2007, la coppia formata da Scott Ashworth e Sonny Goodspeed. Restano campioni per quasi un anno, quando sul finire del 2007, i titoli vengono resi vacanti e Andrews e Bennett perdono il match per la riassegnazione delle cinture il 4 gennaio 2008 contro Gregory Edwards e Ryan Waters. Nel frattempo, nella New England Championship Wrestling, Andrews in coppia con Vain Valentino, arriva in finale nel torneo per la riassegnazione delle cinture di coppia della federazione, ma perdono il match decisivo contro Chase Del Monte e Fred Curry Jr. Dopo aver perso le cinture con Bennett, inizia un Feud con quest'ultimo che culmina in un First Blood Match che viene vinto da Andrews.

### WWE

#### NXT (2012)
Il debutto in WWE di Andrews risale in realtà al 2007, quando, a Heat, lui e Mike Bennett, vengono sconfitti molto facilmente da Shad Gaspard e JTG. Un altro match disputato da Andrews in WWE, risale alla puntata di SmackDown del 23 dicembre 2009, quando lui e Pat Buck, perdono ancora contro Gaspard e JTG in un match completamente a senso unico. Nel 2012, però, Donaldson firma un contratto ufficiale con la WWE e viene inizialmente mandato in Florida Championship Wrestling dove assume il ring name di Chase Donovan e combatterà un solo match, il 2 agosto 2012, perdendo contro Big E. Langston. Dopo qualche giorno, la FCW chiude e tutti i talenti vengono spostati ad NXT Wrestling. Qui, fa il suo debutto televisivo, nella puntata del 29 agosto 2012, perdendo nuovamente contro Big E. Langston dopo aver subito solamente due mosse. Combatte ancora il 14 novembre contro Roman Reigns, ma viene sconfitto ancora.
Qualche giorno dopo, è stato licenziato.

## Titoli e riconoscimenti
Top Rope Promotions
- TRP Tag Team Championship (1 - con Mike Bennett)